# Muncă temporară

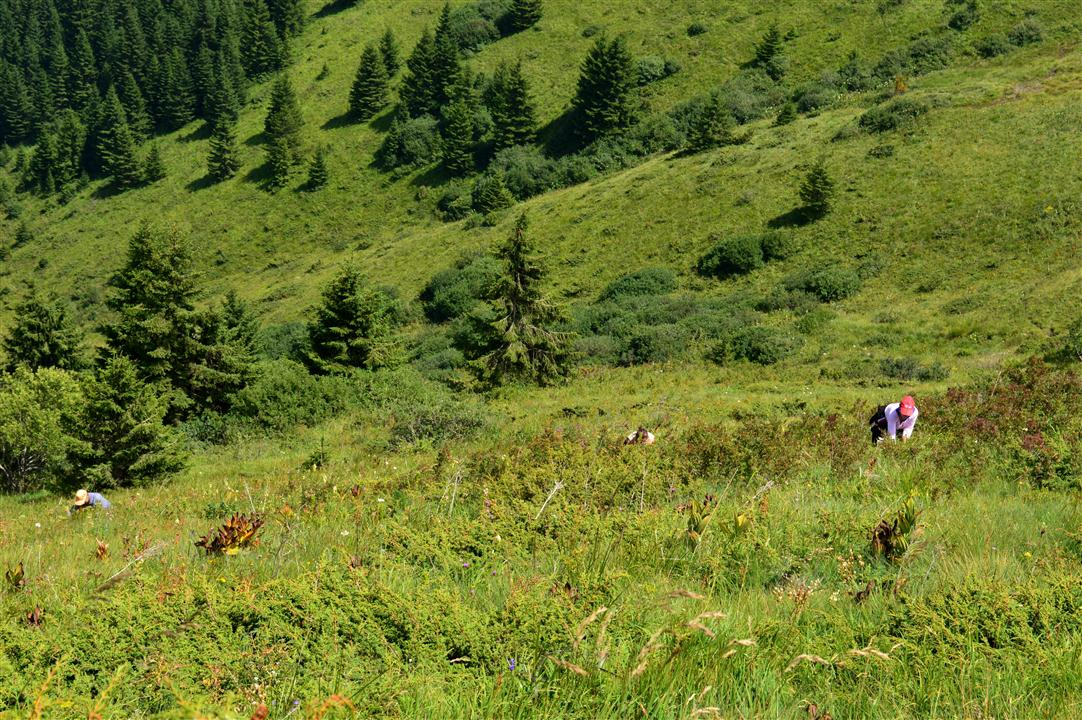
Culegători de afine în Serbia.

Munca temporară sau angajarea temporara (numite si meserii neobisnuite sau concerte) se referă la o situație de angajare unde modalitățile de lucru sunt limitate pe o anumită perioadă de timp, bazate pe nevoile organizației care angajează. Angajații temporari sunt uneori denumiți „contractuali”, „sezonieri”, „interimari”, „personal ocazional”, „externalizare”, „ freelancer ”; sau cuvintele pot fi reduse la „timp”. În unele cazuri, profesioniștii temporari, cu înaltă calificare (în special în domeniile lucrătorilor cu guler alb, precum resursele umane, cercetarea și dezvoltarea, inginerie și contabilitate ) se referă la ei înșiși ca si consultanți . 
Munca temporară este diferită de detașare, care este misiunea unui membru al unei organizații unei alte organizații pentru o perioadă temporară și în care angajatul își păstrează de obicei salariul și alte drepturi de angajare de la întreprinderea lor principală, dar lucrează îndeaproape în cadrul celeilalte organizații pentru a oferi instruire și împărtășirea experienței. 
Muncitorii temporari pot lucra cu normă întreagă sau cu jumătate de normă, în funcție de fiecare situație. În unele cazuri, lucrătorii temporari au parte debeneficii (cum ar fi asigurarea de sănătate ), dar, de obicei, beneficiile sunt date doar angajaților permanenți, ca măsură de reducere a costurilor de către angajator pentru a economisi bani. Nu toți angajații temporari găsesc locuri de muncă printr-o agenție de angajare temporară. Odată cu creșterea economiei internetului și a spectacolelor (o piață a muncii caracterizată prin prevalența contractelor pe termen scurt sau a muncii independente, spre deosebire de locurile de muncă permanente), mulți lucrători găsesc acum locuri de muncă pe termen scurt prin intermediul piețelor independente : situație care aduce o piață globală a muncii.  
O agenție de muncă temporară, o agenție temporară sau o firmă cu personal temporar găsește și păstrează muncitorii. Alte companii, care au nevoie de lucrători pe termen scurt, participa cu agenția de muncă temporară pentru a trimite lucrători temporari, cu misiunea de a lucra la alte companii. Angajații temporari sunt, de asemenea, folosiți în muncă cu caracter ciclic, necesitând ajustări frecvente la nivelul personalului. 

## Istoric

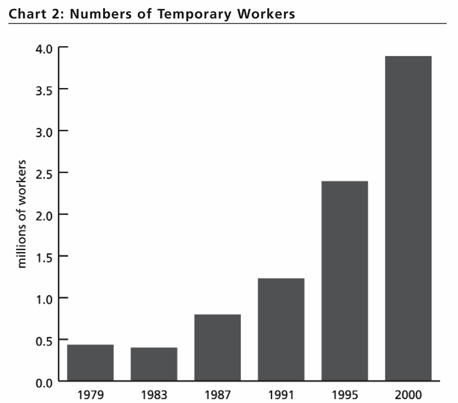
Tendințe în munca temporară (SUA) : sursa: D.H. Author, Outsourcing at will: The Contribution of Dismiss Doctrine to the Growth of Employment Outsourcing

Industria personalului din Statele Unite a început după al Doilea Război Mondial, cu agenții mici în zonele urbane care angajau gospodine pentru locuri de muncă cu normă redusă în calitate de lucrători de birou. De-a lungul anilor, avantajele de a avea lucrători care ar putea fi angajați și concediați în termen scurt și scutiți de documente și cerințe de reglementare au dus la o creștere treptată, dar substanțială a utilizării lucrătorilor temporari, cu peste 3,5 milioane de lucrători temporari angajați în Statele Unite până în 2000. 
Într-adevăr, a existat o schimbare de tipar încă din anii 40 în modul în care firmele utilizau lucrătorii temporari. De-a lungul perioadei Fordiste, lucrătorii temporari au constituit o proporție destul de marginală a forței de muncă totale din America de Nord . În mod obișnuit, lucrătorii temporari erau femei albe cu guler roz, poziții clericale care ofereau companiilor o soluție provizorie pentru lucrătorii permanenți care aveau nevoie de concediu, în vacanță sau din motive medicale.  În schimb, în perioada postfordistă, caracterizată de neoliberalism, deindustrializare și dezmembrarea statului de bunăstare, aceste înțelegeri ale muncii temporare au început să se schimbe.  În această paradigmă, ideea unui muncitor temporar ca soluție temporara a lucrului permanent a devenit o alternativă completă normativă pentru munca permanentă. 
Prin urmare, lucrătorii temporari nu mai reprezentau un înlocuitor pentru lucrătorii permanenți în concediu, ci au devenit poziții pre-semipermanente și precare, de rutină, supuse amenințării cu eliminarea din cauza fluctuațiilor produselor companiei. În contextul forței de muncă temporare de astăzi, atât oamenii cât și posturile au devenit temporare, iar agențiile temporare folosesc lucrătorul temporar într-o manieră sistematică și planificată, spre deosebire de improvizație. 
Angajarea temporară a devenit mai predominanta în America, din cauza creșterii internetului și a economiei de concerte. Este o concepție comuna greșită faptul că participarea la economie este o metodă relativ nouă de angajare. Dar, în realitate, găsirea de muncă în domeniul economiei este similară cu stilul de ocupare înainte de Revoluția Industrială . Este „modelul cu o singură persoană, cu o singură carieră”, cu care suntem obișnuiți și cu care economia se întrerupe, ceea ce este un fenomen relativ recent.  Înainte de Revoluția industrială din secolul al XIX-lea, era un lucru  obișnuit ca o persoană să își asume mai multe locuri de muncă temporare pentru a aduna venituri acceptabile. 

## Post-Fordism
Pe măsură ce piața a început să se transforme de la Fordism într-un regim de acumulare de capital post-comandă, reglementarea socială a piețelor muncii și însăși natura muncii au început să se schimbe.  Această transformare s-a caracterizat printr-o restructurare economică care a pus accentul pe flexibilitatea în spațiile de muncă, piețele de muncă, relațiile de muncă, salarii și avantaje. Majoritatea guvernelor din Europa de Vest au început să dereglementeze munca temporară.  Și, într-adevăr, procesele globale de neoliberalism și regula pieței au contribuit foarte mult la această presiune din ce în ce mai mare pe piețele muncii locale către flexibilitate.  Această flexibilitate mai mare pe piețele forței de muncă este importantă la nivel global, în special în țările OCDE și în economiile de piață liberale (a se vedea economia liberală de piață ). 
Industria temporara a muncii valorează peste 157 miliarde € pe an, iar cele mai mari agenții sunt răspândite în peste 60 de țări. Cele mai mari agenții de muncă temporară sunt cele mai rentabile în economiile în curs de dezvoltare ale Nordului Global și în cele care au trecut prin liberalizarea pieței, dereglare și (re)reglementare. 
Oportunitățile și restricțiile de munca temporara variază în întreaga lume. Chile, Columbia și Polonia au cel mai mare procent de angajare temporară la 28,7%, 28,3% și, respectiv, 27,5%. România, Lituania și Estonia au cel mai mic procent de angajare temporară care variază între 1% -4%. Regatul Unit are 6% locuri de muncă temporare, Germania are 13% angajare temporară, iar Franța 16,2% locuri de muncă temporare.  În multe țări, nu există restricții privind tipul de muncă temporară legală, inclusiv Regatul Unit, Canada, China, Suedia și Danemarca. Regatul Unit a pus în aplicare Directiva privind Munca Temporară a Agenției 2008, care asigură egalitatea de remunerare și tratament pentru lucrătorii temporari. În mod similar, Brazilia aplică legile de angajare cu normă întreagă pentru angajarea cu normă parțială și externalizarea. În unele țări, inclusiv Brazilia, există un decalaj salarial între lucrătorii temporari și cei permanenți, dar acest lucru se datorează încălcărilor legislației care specifică o determinare egală a salariilor.  În alte țări, este interzisă angajarea temporară în domenii precum agricultura, construcțiile și în cazul personalului auxiliar.  În Mexic, este "interzis ca un angajat temporar să îndeplinească aceeași muncă ca un angajat obișnuit",  făcând ilegală munca temporară. 
Munca temporară bazată pe economie este răspândită în întreaga lume. Uber, de exemplu, operează în America de Nord, Centrală și de Sud, Europa, Orientul Mijlociu, Africa, Est, Sud și Asia de Sud-Est, Australia și Noua Zeelandă.  Airbnb face reclame în 191 de țări din întreaga lume cele mai multe fiind din Europa. 
Dorința de a comercializa lucrători temporari flexibili și adaptabili a devenit un obiectiv monetar orientat al industriei muncii temporare. Acest lucru a determinat agențiile individuale să adopte practici care se concentrează pe concurența cu alte firme, care promovează practicile „ încercați înainte de a cumpăra ” și care maximizează capacitatea lor de a produce un bun: lucrătorul temporar. Prin acest proces, lucrătorul temporar ideal a devenit astăzi în mare parte imaginat, produs și comercializat de agenții temporare. 

## Agenții
Rolul unei agenții temporare este acela de terț între angajatorul client și angajatul clientului. Acest terț se ocupă de remunerare, de programarea muncii, de reclamații, taxe etc. create prin relația dintre un angajator client și un angajat client. Firmele client solicită tipul de muncă care urmează să fie făcut și abilitățile necesare pentru a o face. Firmele client pot, de asemenea, sa rezilieze o sarcina și sunt în măsură să depună o plângere cu privire la terț.   Programele de lucru sunt determinate de o sarcină, care este determinată de agenție și poate dura o perioadă nedeterminată, extinsă la orice punct și redusă.  Deoarece sarcinile sunt temporare, există puține stimulente pentru a oferi beneficii, iar salariul este redus în situațiile în care există multă flexibilitate a forței de muncă. (Asistenții medicali sunt o excepție, deoarece în prezent există un deficit de personal).    Muncitorii pot refuza atribuirea, dar riscă să treacă printr-o perioadă nedeterminată de stagnare, deoarece munca se bazează pe disponibilitatea sarcinilor, pe care agenția nu le poate „crea” ci doar completa.  
Indiferent dacă lucrarea vine printr-o sursă independentă economic sau o agenție temporară, atunci când un angajat temporar  este de acord cu o misiune, acesta primește instrucțiuni referitoare la respectiva munca. De asemenea, agenția oferă informații cu privire la ținuta de lucru corectă, orele de muncă, salariile și cui trebuie să raporteze. Dacă un angajat temporar ajunge la o misiune și i se cere să îndeplinească sarcini care nu au fost descrise atunci când a acceptat postul, acesta poate apela la un reprezentant al agenției pentru clarificări. Dacă alege să nu continue sarcina pe baza acestor discrepanțe, cel mai probabil va pierde salariul și își poate compromite șansele la alte oportunități de muncă. Cu toate acestea, unele agenții garantează unui angajat un anumit număr de ore de plată dacă, acesta nu are nici o sarcina de îndeplinit la momentul respectiv, sau sarcina nu este așa cum a fost descrisă. Majoritatea agențiilor nu cer angajatului să continue munca, dacă discrepanțele sunt suficiente pentru a-i îngreuna acestuia efectuarea muncii propriu zise. 
O agenție de muncă temporară poate avea un set standard de teste pentru a decide competența abilităților de secretariat sau organizatorice ale unui solicitant. Un solicitant este angajat pe baza punctajului obținut la aceste teste și este introdus într-o bază de date. Companiile sau persoanele care doresc să angajeze temporar pe cineva, contactează agenția și descriu setul de abilități pe care îl cauta. Un angajat temporar este apoi găsit în baza de date și este contactat pentru a vedea dacă este interesat sa accepte respectiva sarcina. 
Tine de angajatul temporar să păstreze contactul constant cu agenția atunci când nu lucrează în prezent la o sarcină; anunțând agenția că sunt disponibili pentru a lucra, li se acordă prioritate față de cei care ar putea fi în baza de date a agenției, dar care nu au precizat că sunt pregătiți și dispuși să accepte o misiune. Un angajat al agenției temporare este exclusiv angajatul agenției, și nu al companiei în care sunt repartizați (deși este supus unui litigiu legal). Angajatul temporar este legat de regulile și reglementările agenției temporare, chiar dacă acestea contrastează cu cele ale companiei în care sunt plasați. 

### Beneficii pentru firmele client
Există anumite motive pentru care o firmă utilizează agenții temporare. Ei asigură angajatorilor o modalitate de a angaja mai mulți lucrători timp o perioadă scurtă pentru a crește forța de muncă. Folosind angajați temporari i se permite firmei să înlocuiască un angajat permanent care lipsește. Competența și aprecierea unui muncitor temporar poate fi determinată fără infexibilitatea angajării unei noi persoane ci prin înțelegerea modului în care lucrează o persoană. Utilizând muncitori temporari poate fi de asemenea o metodă prin care nu mai este nevoie să plătești beneficiile si să crești salariile la fel ca a unui angajat permanent. O firmă poate utiliza de asemena muncitori temporari pentru a varia compensația în ceea ce este în mod normal o modalitate ilegală sau imposibilă. Rolul muncitorilor temporari în spațiul de lucru poate avea efectul unei constrângeri asupra anjaților permanenți în a lucra mai mult pe un salariu mai mic. În plus, muncitorii temporari sunt mult mai puțin predispuși sa dea in judecată pentru abuz, ceea ce-i permite firmei sa reducă costul ocupării forței de muncă în condiții de stres. 

### Creșterea personalului temporar
Agențiile Temp sunt o parte în creștere a economiilor industriale. În perioada 1961-1971, numărul angajaților trimiși de agențiile de personal temporar a crescut cu 16%. Salariile din sectorul de personal temporar au crescut cu 166 la sută din 1971 până în 1981 și cu 206 la sută din 1981 până în 1991 și cu 278 la sută din 1991 până în 1999. Sectorul de personal temporar a reprezentat 1 din 12 noi locuri de muncă în anii 90.  În 1996, la nivel mondial s-au înregistrat 105 miliarde de dolari în veniturile agențiilor. Până în 2008, 300 de miliarde de dolari au fost generate, la nivel mondial, în venituri pentru agențiile de personal.  Industria temporară a personalului reprezintă 16% din creșterea locurilor de muncă în SUA de la marea recesiune, deși reprezintă doar 2% din totalul locurilor de muncă.  Această creștere a avut loc din mai multe motive. Cererea de angajare temporară poate fi atribuită în primul rând cererii de către angajatori și nu de angajați   Un motor important al cererii a fost pe piața europeană a muncii. Anterior, agențiile de angajare temporară erau considerate entități cvasi-juridice. Această reputație a evitat potențialii angajatori clienți. Cu toate acestea, în a doua jumătate a secolului XX, va exista o schimbare predominantă prin protecții legale și relații mai strânse cu angajatorii primari. Acest lucru combinat cu tendința de creștere a STI în țările în care există reglementări stricte privind concedierea angajaților angajați, dar reglementări libere privind munca temporară, creșterea este mult mai rapidă în comparație cu țările industrializate fără aceste condiții de muncă.  

### Abuz în industria personalului temporar
Agențiile de personal sunt predispuse la un comportament necorespunzător la fel ca orice alt angajator.   Au fost cazuri ale unor agenții temporare care au creat și consolidat o ierarhie etnică care stabilește cine primește ce locuri de muncă. 
Timpului li s-a spus că este „oaspete” și nu muncitor, ceea ce poate duce la exploatarea lucrătorilor. O ramificare este aceea că timpul trebuie să facă față hărțuirii sexuale și uneori sunt încurajați să nu o raporteze, iar în unele cazuri rare sunt încurajați să se facă „disponibili sexual”.     
O ramificare suplimentară a statutului de „invitat” al lucrătorilor temporari se află în partea de jos a ierarhiei la locul de muncă, care este identificabil vizual pe cărțile de identitate, în uniforme colorate diferite, precum și încurajarea mai multor „rochii provocatoare”.  Statutul lor de „invitat” înseamnă adesea că lucrătorii temporari nu pot accesa cazările la locul de muncă la fața locului și nu sunt incluși în ședințe, în ciuda perioadei de timp care lucrează la firma client.  
Acest lucru este completat de un sistem de lucru în care timpul trebuie să depună plângeri cu privire la clienți prin intermediul agențiilor temporare care, adesea, nu numai că îi descalifică de la o altă sarcină la acea firmă, ci îi descalifică de la primirea unei misiuni de la acea agenție temporară la examinare.  Întrucât o firmă client este mai greu de înlocuit decât un angajat client și nu există un deziderat pentru a nu acorda unui angajat reclamant o misiune, există un stimulent pentru agenții să găsească angajați care sunt dispuși să meargă împreună cu condițiile firmelor client, precum opus ruperii legăturilor cu firmele care încalcă regulile legii.  

## Securitatea și sănătatea în muncă
Muncitorii temporari prezintă un risc ridicat de a fi răniți sau uciși la locul de muncă. În SUA, 829 de accidentări mortale (17% din totalul deceselor profesionale) au avut loc în rândul lucrătorilor în 2015.  Studiile au arătat, de asemenea, o încărcătură mai mare a vătămărilor profesionale și a bolilor non-fatale în rândul lucrătorilor temporari, comparativ cu cele din aranjamentele de angajare standard.   Există numeroși factori care contribuie la rata ridicată a rănilor și a bolilor în rândul lucrătorilor temporari. Adesea sunt lipsiți de experiență și sunt repartizați în locuri de muncă și sarcini periculoase,    pot ezita să se opună condițiilor de muncă nesigure sau să pledeze pentru măsuri de siguranță din cauza fricii de pierderea locului de muncă sau a altor repercusiuni, și ar putea să nu aibă cunoștințe de bază și aptitudini pentru a a se proteja de pericole datorate instruirii insuficiente.  Conform unui document comun de orientare publicat de Administrația pentru sănătate și securitate în muncă (OSHA) și Institutul Național pentru Securitate și Sănătate în Muncă (NIOSH), atât agențiile de personal, cât și angajatorii gazdă (adică, clienții agențiilor de personal) sunt responsabili de furnizarea și menținerea unui mediu de muncă sigur și sănătos pentru lucrătorii temporari.  Sunt necesare eforturi de cercetare și intervenție pentru a proteja și promova securitatea și sănătatea în muncă a lucrătorilor temporari, sunt necesare eforturi de cercetare și intervenție colaborative (de exemplu, epidemiologie, psihologie a muncii, știință organizațională, economie, drept, management, sociologie, sănătate și securitate în muncă). 

## Argumente pro și contra

### Argumente pro
- Angajare simplă: Celora care îndeplinesc cerințele tehnice pentru tipul de muncă le este adesea garantat un loc de muncă fără un proces de selecție. În acest sens, s-ar putea susține că ar fi mai ușor să găsești muncă ca lucrător temporar. De asemenea, în unele cazuri, agențiile vor angaja lucrători temporari fără ca aceștia să depună un CV sau un interviu.[39]
- Posibilitatea unui program flexibil care poate duce la angajați mai fericiți [40]
- Este o oportunitate de a câștiga experiență - companiile sunt toate unice, astfel încât lucrătorul temporar va fi expus la o multitudine de situații diferite.
- Există companii care nu angajează pe plan intern și folosesc aceste servicii pentru personal. Sunt o modalitate bună pentru a deveni angajat la o anumită companie.
- Încercați înainte de a cumpăra : personalul temporar permite unei întreprinderi să încerce un lucrător ca parte a echipei lor și să confirme dacă acesta este potrivit înainte de a-l angaja pe termen lung, dacă este nevoie.
- Munca temporară poate fi extrem de profitabilă pentru cei din țările mai puțin înstărite. [41]
- Munca temporară cu companiile bazate pe internetul obiectelor oferă o sursă de venit suplimentar. [2]
- Munca temporară poate fi un mod prin care cineva care s-a pensionat poate reintra în forța de muncă. [42]

### Argumente contra
Muncitori, savanți, organizatori sindicali și activiști au identificat multe argumente contra muncii temporare și, mai recent, economia de tip ”gig”.  Acestea includ: 
- Lipsa controlului asupra programului de lucru și posibilitatea concedierii pentru refuzul unui program alocat.
- Pozițiile sunt adesea cu rate ridicate ale cifrei de afaceri. Cercetările sugerează că fabricile aleg muncitori temporari în detrimentul celor permanenți atunci când se așteaptă ca scăderea producției, ceea ce le permite să evite costurile asociate concedierii angajaților permanenți. [44]
- Lipsa de referință, deoarece mulți angajatori ai posturilor de muncă cu experiență nu consideră munca depusă pentru o agenție temporară ca fiind suficientă pentru CV.
- În Statele Unite, înlocuirea treptată a lucrătorilor cu lucrători temporari a determinat ca milioane de lucrători să fie angajați în locuri de muncă temporare cu salarii mici. [3]
- În SUA, salariul pe oră plătit unui lucrător temporar este de 75% până la 80% din ceea ce sunt plătiți angajații cu contract direct. [45] În plus, aceștia primesc adesea puține sau deloc beneficii precum asigurările de sănătate, și rareori devin angajați cu normă întreagă din funcțiile lor temporare. [39]
- Spre deosebire de lucrătorii temporari angajați printr-o agenție de personal, mulți oameni din economia de tip ”gig” nu își raportează veniturile la fisc, ceea ce duce la o estimare de 214,6 miliarde de dolari în venituri neraportate numai în Statele Unite. [46] Aceasta poate duce la amenzi sau la închisoare.
- În Asia de Sud și Africa Sub-Sahariană, lucrătorii temporari suferă adesea de surmenaj. [41]
- Forța de muncă temporară poate deveni suprasaturată, ceea ce duce la alte probleme precum deflația salariilor.  [47]
- Atunci când o companie angajează pe plan internațional, nu există un precedent legal pentru utilizarea legilor fie în țara de origine a companiei angajatoare, nici în țara de origine a lucrătorului temporar.

## Probleme legale
Savanții au susținut că politicile neoliberale au fost o componentă proeminentă în eroziunea procesului standard de angajare. Acest nou model precar de angajare a redus mult capacitatea lucrătorului de a negocia și, în special, cu introducerea tehnologiei avansate (care poate înlocui cu ușurință lucrătorul), a redus puterea de negociere a angajatului temporar.  Companiile bazate pe Internet, precum Uber și Handy, au intrat în conflict cu autoritățile și lucrătorii pentru eludarea obligațiilor de muncă și securitate socială.    S-a sugerat că reglementările muncii din America de Nord fac prea puțin în abordarea nesiguranțelor de pe piața muncii și a naturii precare a muncii temporare. În multe cazuri, legislația nu a făcut prea mult să admită sau să se adapteze  creșterii locurilor de muncă non-standard în Canada. 
Proiectul de lege 5 din California Assembly în 2019 a abordat problema lucrătorilor contractuali, inclusiv a celor din economia de tip ”gig”, și a stabilit cerințe mai stricte care trebuie să fie satisfăcute pentru ca un lucrător să fie clasificat ca antreprenor și nu angajat, deoarece angajații primesc mai multă protecție și beneficii decât antreprenorii. În 2018, Kentucky (HB 220), Utah, Indiana (HB 1286), Iowa (SF 2257), Tennessee (SB 1967) au fost adoptate legi menționând anumiți lucrători din economia de tip ”gig” drept „contractanți pe piață” și clasificându-i ca antreprenori independenți.  
În Uniunea Europeană, munca temporară este reglementată de Directiva privind munca temporară a agențiilor și de legile statelor membre care pun în aplicare respectiva directivă. 
Procesele au soluționat unele dintre controversele cu privire la statutul lucrătorilor temporari din economia de partajare . De exemplu, două procese de acțiune de clasă soluționate în 2016 au dus la modificări ale politicilor de angajare ale Uber, inclusiv clarificarea drepturilor șoferilor și a procedurilor disciplinare ale companiei.  Unele dintre aceste politici includ emiterea unei avertizări șoferilor înainte de a-i concedia din cadrul companiei Uber, nemaifiind dezactivați șoferii care refuză în mod normal călătoriile, informarea clienților că bacșișurile pentru șoferi nu sunt incluse în tarif și permițându-le șoferilor să creeze o asociație pentru contestații. Cu toate acestea,reglementările juridice nu stabilesc dacă acești lucrători sunt angajați sau contractori independenți . 

## Citirea ulterioară
- Hatton, Erin (2011). The Temp Economy: From Kelly Girls to Permatemps in Postwar America. Temple University Press. ISBN 978-1-4399-0081-9.
- Peck, J.; Theodore, N. (2002). „Temped out? Industry rhetoric, labor regulation and economic restructuring in the temporary staffing business”. Economic & Industrial Democracy. 23 (2): 143–175. doi:10.1177/0143831X02232002.
- Vosko, L. F. (2000). Temporary Work: The Gendered Rise of a Precarious Employment Relationship. Toronto: University of Toronto Press.